# 施特林采爾巴赫河

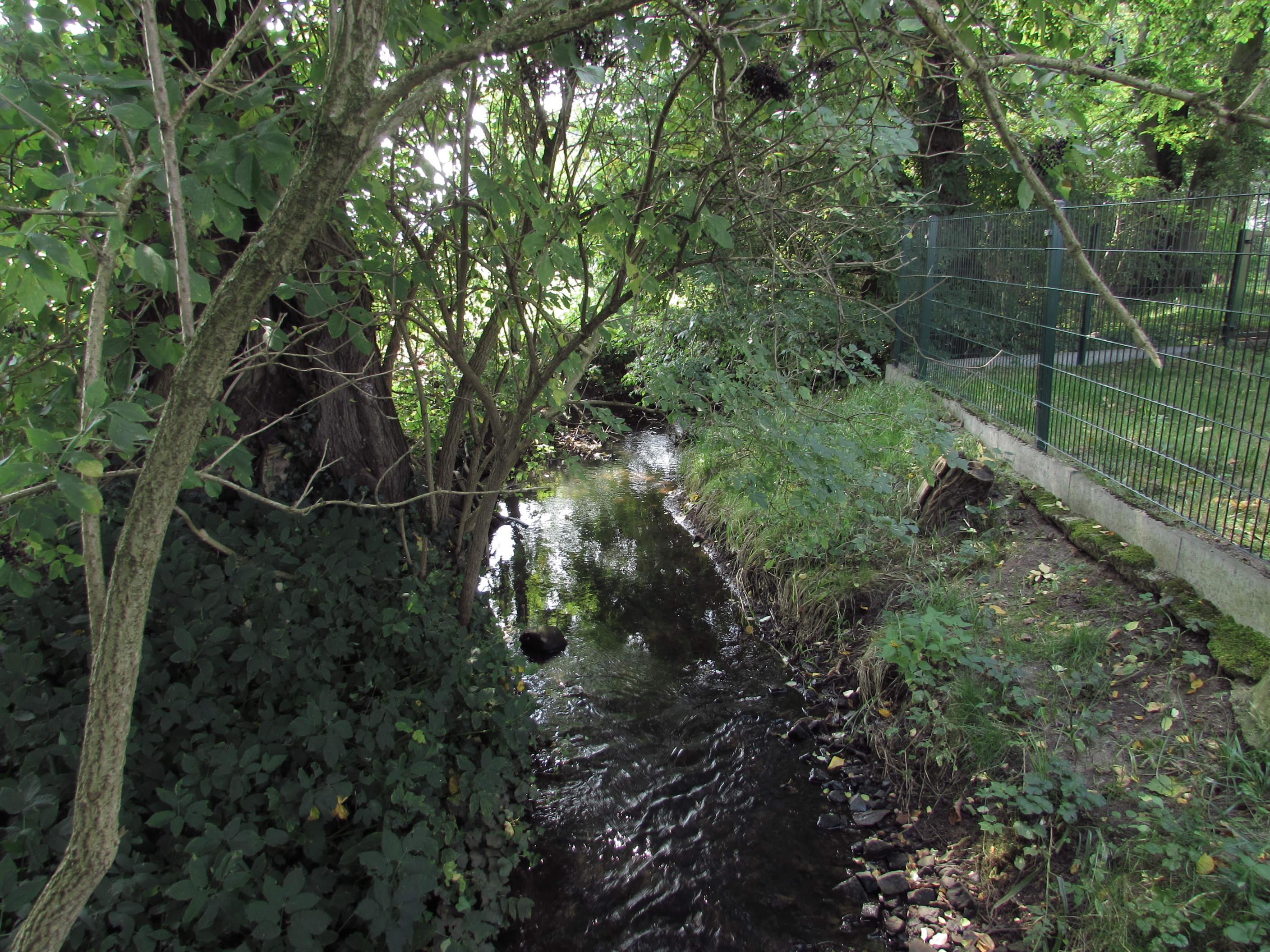
施特林采爾巴赫河

52°16′55″N 12°20′24″E / 52.28185°N 12.34012°E
施特林采爾巴赫河（德語：Strynzelbach），是德國的河流，位於該國東北部，由勃蘭登堡州負責管轄，屬於布考河的支流，河道全長1.4公里，流域面積0.68平方公里。